# Пауло Гассаніга
Пауло Гассаніга (ісп. Paulo Gazzaniga, нар. 2 січня 1992, Мерфі) — аргентинський футболіст, воротар іспанської «Жирони» та збірної Аргентини.
Виступав, зокрема, за клуби «Саутгемптон» та «Тоттенгем Готспур», а також національну збірну Аргентини.

## Клубна кар'єра
Народився 2 січня 1992 року в місті Мерфі. Вихованець футбольної школи клубу «Валенсія».
У дорослому футболі дебютував 2011 року виступами за команду клубу «Джиллінгем», в якій провів один сезон, взявши участь у 20 матчах чемпіонату. 
Своєю грою за цю команду привернув увагу представників тренерського штабу клубу «Саутгемптон», до складу якого приєднався 2012 року. Відіграв за клуб з Саутгемптона наступні чотири сезони своєї ігрової кар'єри.
Протягом 2016—2017 років на правах оренди захищав кольори команди клубу «Райо Вальєкано».
До складу клубу «Тоттенгем Готспур» приєднався 2017 року підписавши п'ятирічний контракт. Станом на 21 листопада 2018 року відіграв за лондонський клуб 3 матчі в національному чемпіонаті. У складі лондонців був у заявці серед гравців, що перебували на лаві запасних у фінальному матчі Ліги чемпіонів 2019 але на поле не виходив.

## Виступи за збірну
2018 року дебютував в офіційних матчах у складі національної збірної Аргентини.
| Дата       | Місто   | Господарі | Результат | Гості   | Турнір           | Голи | Примітки |
| ---------- | ------- | --------- | --------- | ------- | ---------------- | ---- | -------- |
| 21-11-2018 | Мендоса | Аргентина | 2 – 0     | Мексика | товариський матч | -    | 59'      |
| Усього     |         | Матчів    | 1         |         | Голів            | -0   |          |